# Mały Smoczy Staw
Mały Smoczy Staw (słow. Malé Dračie pleso, niem. Kleiner Drachensee, węg. Kis-Sárkány-tó) – mały staw położony w Dolince Smoczej, w słowackiej części Tatr Wysokich. Mały Smoczy Staw nie jest dokładnie pomierzony, choć może odnosić się do niego dawny pomiar wynoszący 0,104 ha, który niesłusznie kwestionowany był jako pomiar Smoczego Stawu.
Mały Smoczy Staw leży u stóp Siarkana, ok. 200 m na południowy wschód od największego okolicznego zbiornika wodnego – Smoczego Stawu. Nazewnictwo Małego Smoczego Stawu, podobnie jak innych obiektów w okolicy, pochodzi od legendy, według której w pobliżu miało znajdować się dawniej legowisko smoka.